# Jacob Milich
Jacob (ou Jakob) Milich (também Mühlich; Freiburg im Breisgau, 24 de janeiro de 1501 — Wittenberg, 10 de novembro de 1559) foi um matemático, médico e astrônomo alemão.
Nasceu em Freiburg im Breisgau, onde foi para a escola a partir de 1513. Estudou na Universidade de Freiburg, onde obteve em 1920 o grau de mestre das artes liberais, aluno de Erasmo de Roterdã e Ulrich Zasius. 
Em seguida dedicou-se ao estudo da medicina, indo para a Universidade de Viena, onde obteve o doutorado em medicina. Então, aconselhado por Philipp Melanchthon, foi em 1524 para a Universidade de Wittenberg.